# Альпийская кухня
«Альпийская кухня» (нем. Alpküche, исп. Cocina alpina) — картина немецкого художника Эрнста Людвига Кирхнера, написанная в 1918 году и находящаяся в Музее Тиссен-Борнемиса в Мадриде. Полотно было создано, когда художник временно жил в горной хижине в Альпах, на высоте 1900 метров над уровнем моря неподалёку от Давоса. Дом сохранился до настоящего времени практически в своём первоначальном виде. 

## История
Картина имеет квадратный формат размерами 121,5 на 121,5 см. Он подписан небольшой подписью в правом нижнем углу: EL Kirchner, а на обороте — имя KN-Da/Ad2. В каталоге-резоне Дональда Э. Гордона он имеет номер 518. 

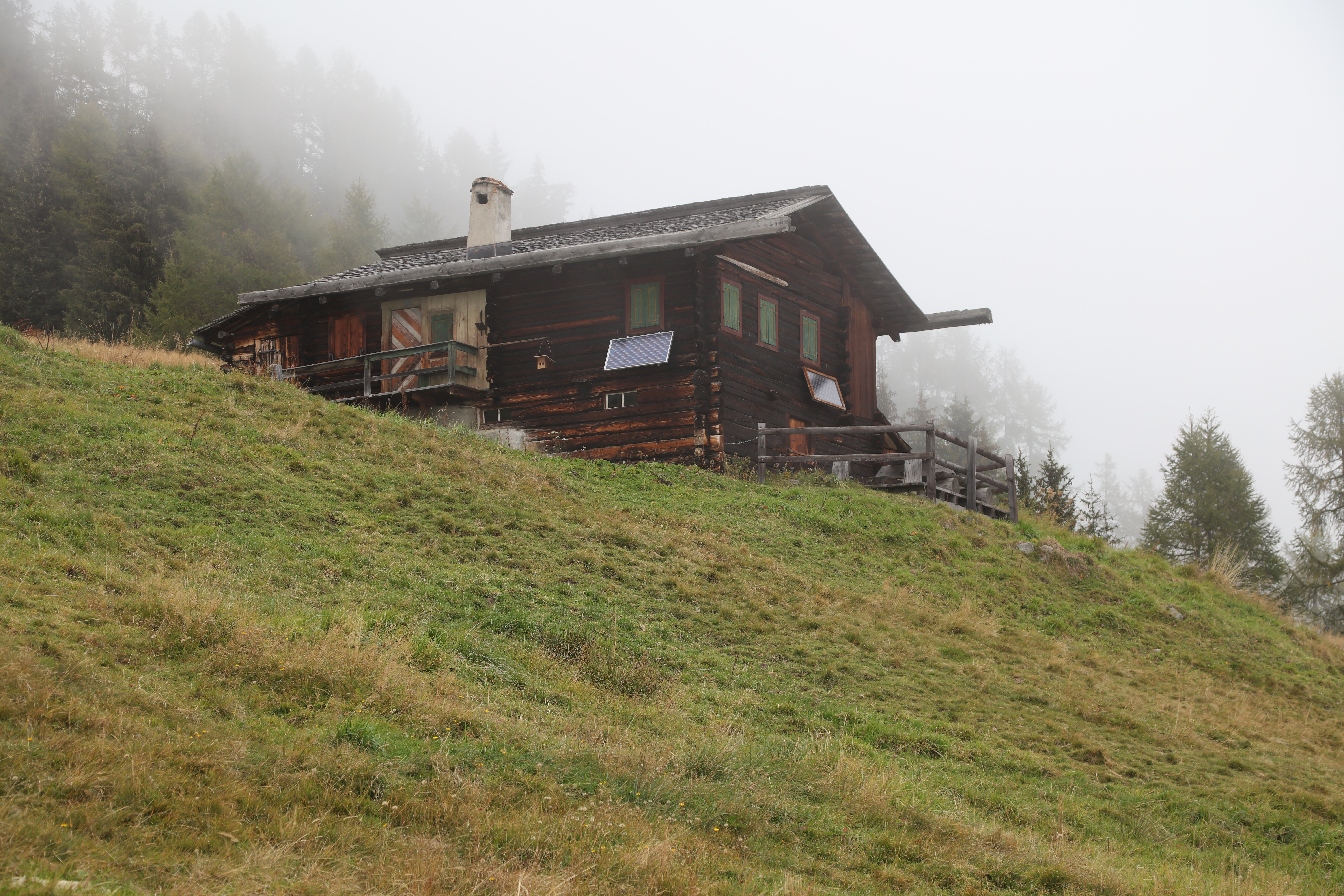
Изображённый на полотне дом в 2016 году

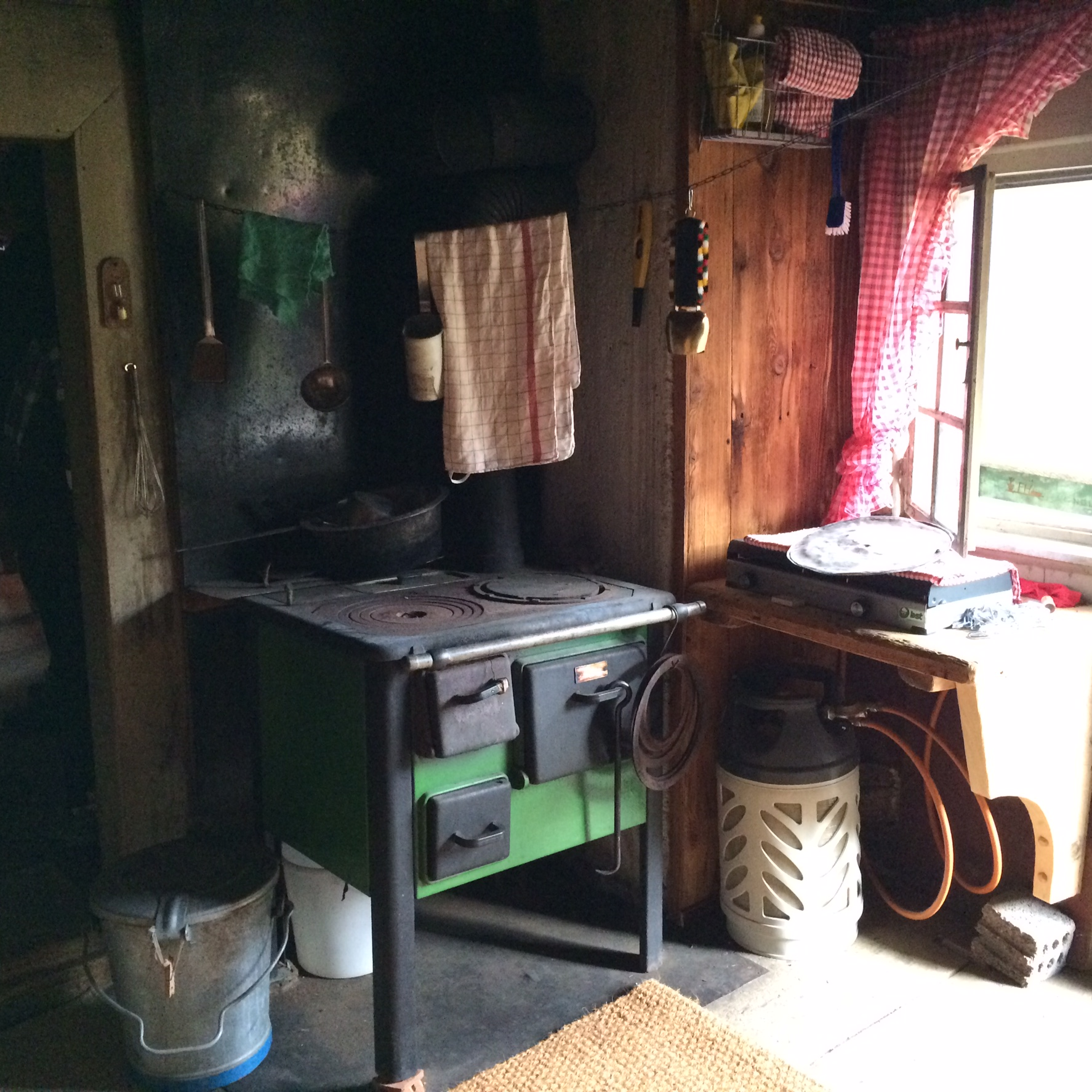
Практически не изменившийся со времён написания полотна интерьер

Киршнер арендовал небольшую горную хижину у местного фермера в начале лета 1918 года. Многого ещё не хватало в интерьере в плане мебели и материалов, но все было готово для плодотворной работы. В июне 1918 года он писал своему другу Генри ван де Вельде, что «комнаты были очень необычными, щели между досками были забиты мхом, а на кухне стояла „красивая пузатая печь“». Художник жил в нём летом с первых своих лет в Давосе. 
Киршнер чувствовал себя здоровым и умел рисовать. Но к Рождеству 1918 года он уже не смог продолжать работу над начатыми картинами, поскольку у него вновь возникли художественные проблемы с реализацией своей фантазии на после травматического опыта Первой мировой войны. В письме гамбургскому коллекционеру произведений искусства Густаву Шифлеру он писал: «Мне так хотелось создавать произведения из чистого воображения, то, что вы видите во сне, но впечатление от реальности здесь настолько богато, что создание его отнимает всю вашу энергию. […] Пейзаж удивительно красив даже зимой, я пытаюсь уловить цвет снега и образуемые им причудливые формы людей и животных». Киршнер писал под псевдонимом Луи де Марсаль в своём каталоге о выставке у Людвига Шамса в 1922 году во Франкфурте-на-Майне о его тогдашней работе над пейжажем: «Бесплодная и в то же время такая интимная природа высоких гор оказала на художника большое влияние. Это углубило его любовь к предметам и в то же время очистило его представление от всех тривиальностей. [...] с какой нежностью проработана каждая необходимая деталь». 
В 1926 году полотно успешно выставлялось в Берлине.

## Описание
На картине изображена комната с несколькими домочадцами, оформленная в деревенском стиле. За столом, сгорбившись, сидит человек, которого Роман Норберт Кеттерер, управляющий имением Кирхнера, а также Феликс Кремер считают самим художником, работающим над литографическим камнем. Однако британский историк искусства Питер Верго подозревает, что это его партнёрша Эрна Шиллинг.
Вид через открытую дверь падает на террасу, далее на другие шале Штафельальпа и простирается до юго-западной вершины Тинценхорн, которая на этом полотне образует точку схода перспективы и которая часто появляется как живописный мотив в его давосских картинах.
Искусствовед Феликс Кремер пишет, что в этой картине, в отличие от более ранних интерьерных изображений Кирхнера, где фигуры «доминируют над своим окружением», есть разница, потому что «здесь пространство перекрывается своими выровненными линиями и сильной яркостью цветов фигуры. (...) Комната теряет свою защитную функцию (...), что может быть связано с неуверенной психикой жильца».
Картина принадлежала поместью Киршнера и сегодня находится коллекции Музея Тиссена-Борнемисы в Мадриде.